# Ihram
Ihram je značilna obleka moškega udeleženca hadža ali bela tkanina, podobna rjuhi, ki si jo verniki ovijejo okoli telesa, za lažje premikanje pa si nadenejo še pas. K temu sodi le par sandal. Enotnost pri oblačenju simbolizira enotnost vseh vernikov v Alahovih očeh. Ženske pa po navadi nosijo preprosto belo ali črno obleko, seveda pa uporabljajo tudi naglavno pokrivalo. Vernik se takrat, ko je tako oblečen, ne sme briti, striči nohtov ali nositi nakita. Ko si nadeva oblačilo, mora ob tem moliti posebej za to predvideno molitev. To vse skupaj pa se imenuje Ihram.